# Per cause innaturali
Per cause innaturali (titolo originale Unnatural Causes) è un romanzo scritto da P.D. James, pubblicato nel 1967.

## Trama
Il corpo esanime e monco del giallista Maurice Seton viene ritrovato in una barca alla deriva. Pur essendo, pare, morto per cause naturali, resta l'incognita sul motivo per il quale all'uomo siano state amputate entrambe le mani. All'ispettore Dalgliesh, in vacanza per un breve periodo da una zia, il compito di far luce sull'oscura faccenda. 

## Personaggi
- Adam Dalgliesh: ispettore di polizia
- Jane Dalgliesh : zia di Adam
- Maurice Seton: scrittore di libri gialli
- Digby Seton: fratello di Maurice
- Jusin Bryce: direttore di una rivista letteraria
- Oliver Latham: critico teatrale
- Celia Calthrop: scrittrice di successo
- Sylvia Kedge: segretaria di Maurice Seton
- R.B. Sinclair: decano degli scrittori di Monksmere
- Reckless: ispettore della polizia di Suffolk

## Edizioni italiane
- Per cause innaturali. 3 inchieste dell'ispettore Dalgleish, traduzione di Anna Solinas, Milano, Rusconi, 1980.
- Per cause innaturali. Due inchieste dell'ispettore Dalgleish[1], traduzione di Anna Solinas, Milano, Club degli Editori, 1980. - Collana Bur Gialli n.608, Milano, BUR, novembre 1985.
- Per cause innaturali, traduzione di Anna Solinas, Collana Oscar Bestsellers n.287, Milano, Arnoldo Mondadori Editore, 1992, ISBN 88-04-36445-9. - Collana I Classici del Giallo Mondadori n.850, 1999; I Classici del Giallo Mondadori n.1464, 2023.